# Джакомо Каріні
Джакомо Каріні (італ. Giacomo Carini, 2 липня 1997) — італійський плавець.